# Sandra Izbașa
Sandra Raluca Izbașa (Bukarest, 1990. június 18. –) többszörös olimpiai és Európa-bajnok román tornász.

## Életpályája
Sandra Izbașa 1990. június 18-án született Roxana és Florin Izbaşa gyermekeként.
Már négyévesen tornázni kezdett a bukaresti Clubul Sportiv al Armatei Steauánál, gyerekkorában azonban még kipróbálta a teniszt, a vívást és a kézilabdát is.
2002-ben került be Románia junior válogatottjába, és két évvel később az amszterdami junior Európa-bajnokságon talajon ezüstérmes lett.
A felnőtt válogatott tagjaként 2006-ban szerepelt először a vóloszi Európa-bajnokságon, ahol három érmet is szerzett: aranyat talajon, ezüstöt a csapattal és bronzot gerendán. Ugyanazon évben az aarhusi világbajnokságon a román tornászok közül csupán neki sikerült érmet szereznie: egy ezüstöt gerendán és egy bronzot egyéni összetettben.
Ugyanezen a két szeren szerzett egy-egy ezüstérmet a 2007-es amszterdami Európa-bajnokságon, ám a gerendagyakorlat befejezésekor megsérült, és talajon már nem tudott indulni. Felépülése után a stuttgarti világbajnokságon a csapattal bronzérmes lett.
2009-ben súlyos Achilles-ín-sérülése miatt ki kellett hagynia a londoni világbajnokságot. Csaknem egy évig tartó gyógyulását követően, 2011-ben a berlini Európa-bajnokságon talajon és ugrásban is aranyérmet szerzett, ám kiújuló lábfájásai miatt a tokió világbajnokságra már nem juthatott ki.
Az olimpiai játékokon kétszer szerepelt, 2008-ban Pekingben, ahol talajon arany-, a csapattal pedig bronzérmes lett, illetve 2012-ben Londonban, ahol ugrásban szerezte meg a bajnoki címet, a csapattal pedig ismét bronzérmes lett.
A versenyzéstől 2015-ben, az antwerpeni világbajnokság után vonult vissza.

## Díjak, kitüntetések
A Román Torna Szövetség 2008-ban az Év Sportolójává választotta. Ugyanazon évben kitüntették a Sport Érdemrend I. osztályával.
2012-ben, Cătălina Ponorral együtt, kitüntették a Hűséges Szolgálat Nemzeti Érdemrend lovagi fokozatával.
Miután Mircea Duşă honvédelmi miniszter 2013-ban  hadnaggyá léptette elő, Izbașa lett a Román Hadsereg legfiatalabb tisztje.